# Vochysia microphylla
Vochysia microphylla är en tvåhjärtbladig växtart som beskrevs av G.H.Shimizu och K.Yamam.. Vochysia microphylla ingår i släktet Vochysia och familjen Vochysiaceae. Inga underarter finns listade i Catalogue of Life.